# Hotel Bellagio
Das Hotel Bellagio ist ein Luxushotel am Las Vegas Strip in Paradise im US-Bundesstaat Nevada. Es gehört dem Verbund Leading Hotels of the World an und ist eines der größten Hotels weltweit. Eigentümer ist die MGM-Resorts-International-Gruppe, welche das Resort auf dem Gelände des ehemaligen The Dunes erbaute. Das Hotel ist nach der Gemeinde Bellagio am Comer See benannt.

## Geschichte
Das Bellagio wurde vom Unternehmer und Kasinobetreiber Steve Wynn konzipiert und von seiner Firma Mirage Resorts gebaut. Dem Baubeginn im Mai 1996 ging der Abriss des bis dahin auf dem Grundstück befindlichen Hotels The Dunes im Oktober 1993 voraus.
Eröffnet wurde die Anlage am 15. Oktober 1998. Im Jahr 2000 erfolgte der Zusammenschluss von Mirage Resorts und MGM Grand Inc. zu MGM Mirage, welche seit 2010 wiederum als MGM Resorts International auftritt; das Bellagio ist damit heute im gleichen Besitz wie einige der bekanntesten Las-Vegas-Hotels (darunter Mandalay Bay, MGM Grand, Mirage und New York-New York). Das Bellagio beschäftigt rund 8.000 Mitarbeiter.
Das Bellagio war Hauptschauplatz der Filme Ocean’s Eleven (2001) und Ocean’s 13 (2007). Ein Großteil der Szenen wurde vor Ort im Hotel gedreht; auch die Springbrunnenfontänen kommen am Ende der beiden Filme vor (jedoch nicht im zweiten Teil der Filmreihe).
2006 wurde der Casinobereich neugestaltet, im Jahr 2011 folgte die Renovierung aller im Main Tower befindlichen Zimmer.
Im November 2019 hat die MGM Resort Group bekannt gegeben, das Bellagio Hotel für den Preis von 4,25 Milliarden US-Dollar an die Blackstone Group zu verkaufen. Gleichzeitig wurde ein Joint-Venture geschlossen, in dem vereinbart wurde, dass 5 % des Hotels zur Kontrolle bei der MGM Group verbleiben. Auch betreibt die MGM Group das Bellagio weiter und hat hierzu einen Vertrag zum Rückleasing von der Blackstone Group geschlossen. Hierfür bezahlt die MGM Group jährlich 245 Millionen US-Dollar. Die Verträge wurden im November 2019 abgeschlossen. Hintergrund dieser Vorgangsweise ist der Umstand, dass die MGM Group frisches Kapital zur Verwirklichung neuer Hotelprojekte lukrieren wollte.

## Anlage
Die Anlage des Hotels ist der italienischen Landschaft des Comer Sees nachempfunden, benannt ist es nach der dort gelegenen Stadt Bellagio. Zur Hotelanlage gehören ein 3,2 Hektar großer künstlicher See, die Ladenpassage „Via Bellagio“, ein Kasino sowie zwei Hochzeitskapellen. Das Hotel besaß 1998 bei seiner Eröffnung 3.015 Zimmer im 36-stöckigen Main Tower (151 m), 2004 kamen durch den Bau des 33-stöckigen, südlicher gelegenen Spa Towers (119 m) 935 Zimmer und Suiten hinzu. Die Bellagio Towers zählen zu den Leading Hotels of the World und wurden zwölfmal in Folge (2000–2012) mit dem bekannten AAA Five Diamond Award ausgezeichnet. Zwei der Restaurants im Komplex, Le Cirque und das Picasso, tragen ebenfalls diese Auszeichnung. Darüber hinaus erhielten die Restaurants Picasso (zwei Sterne) sowie Le Cirque und Michael Mina (je ein Stern) Auszeichnungen des Guide Michelin. Der Cirque du Soleil gastiert mit der Wassershow O in einem eigens errichteten Theater im Hotel inklusive Pool.
Teil der Anlage ist auch die Bellagio Gallery of Fine Art, eine Kunstgalerie mit wechselnden Ausstellungen, sowie ein Wintergarten, in welchem je nach Saison aufwendig gestaltete Gartenschauen präsentiert werden.
Bekannt ist das Hotel vor allem wegen der Fontänen (Fountains of Bellagio), einer computergesteuerten Wassershow. Dazu befindet sich im See vor dem Hotel eine Installation aus über 1200 Düsen und rund 4000 Lampen. Einige der Düsen schießen Wasser angeblich über 42 Meter in die Höhe, andere sind beweglich und können ihren Strahl „tanzen“ lassen. Die Anlage wird vollautomatisch gesteuert. Täglich zwischen 15 und 24 Uhr zeigen die Fountains mehrmals pro Stunde ihre Show, die zu wechselnden Musikstücken choreographiert wird. Es sind etwa 30 verschiedene Stücke im Repertoire, u. a. The Pink Panther Theme von Henry Mancini und All Night Long von Lionel Richie. Der See wird durch eine lange vor Errichtung des Hotels gefasste Grundwasserquelle gespeist, welche einst der Bewässerung des Dunes-Golfplatzes auf dem Gelände diente. Die Anlage wurde von der amerikanischen Firma WET erbaut, welche auf die Errichtung solcher Wasserspiele spezialisiert ist.
Das Bellagio beheimatet zudem den legendären Bobby’s Room (wurde im November 2020 in The Legends Room umbenannt), in dem das sogenannte Big Game stattfindet. Hier spielen die vermögendsten Pokerspieler um die höchsten verfügbaren Einsätze. Um Eintritt zu erhalten, muss man bereit sein, um mindestens 20.000 US-Dollar (minimaler Buy-in) zu spielen.

## Bildergalerie

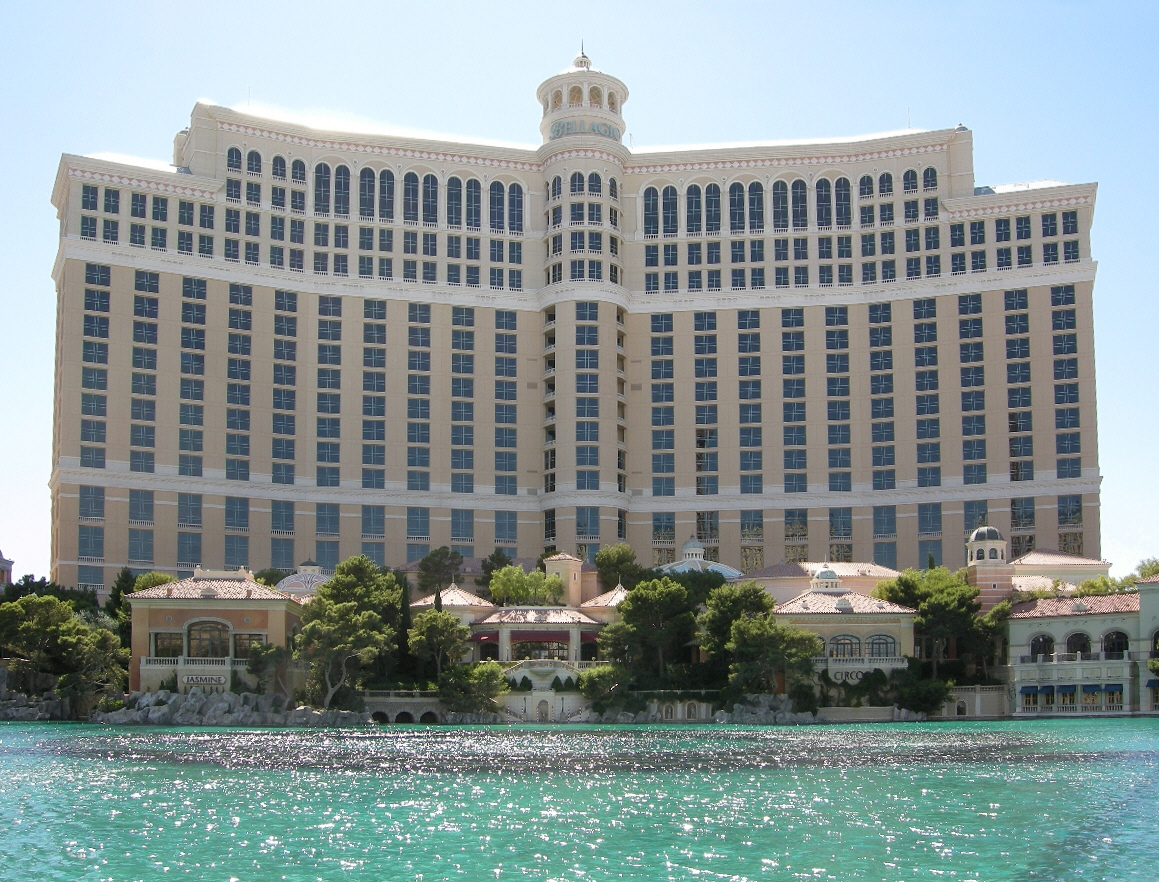
Bellagio Frontansicht
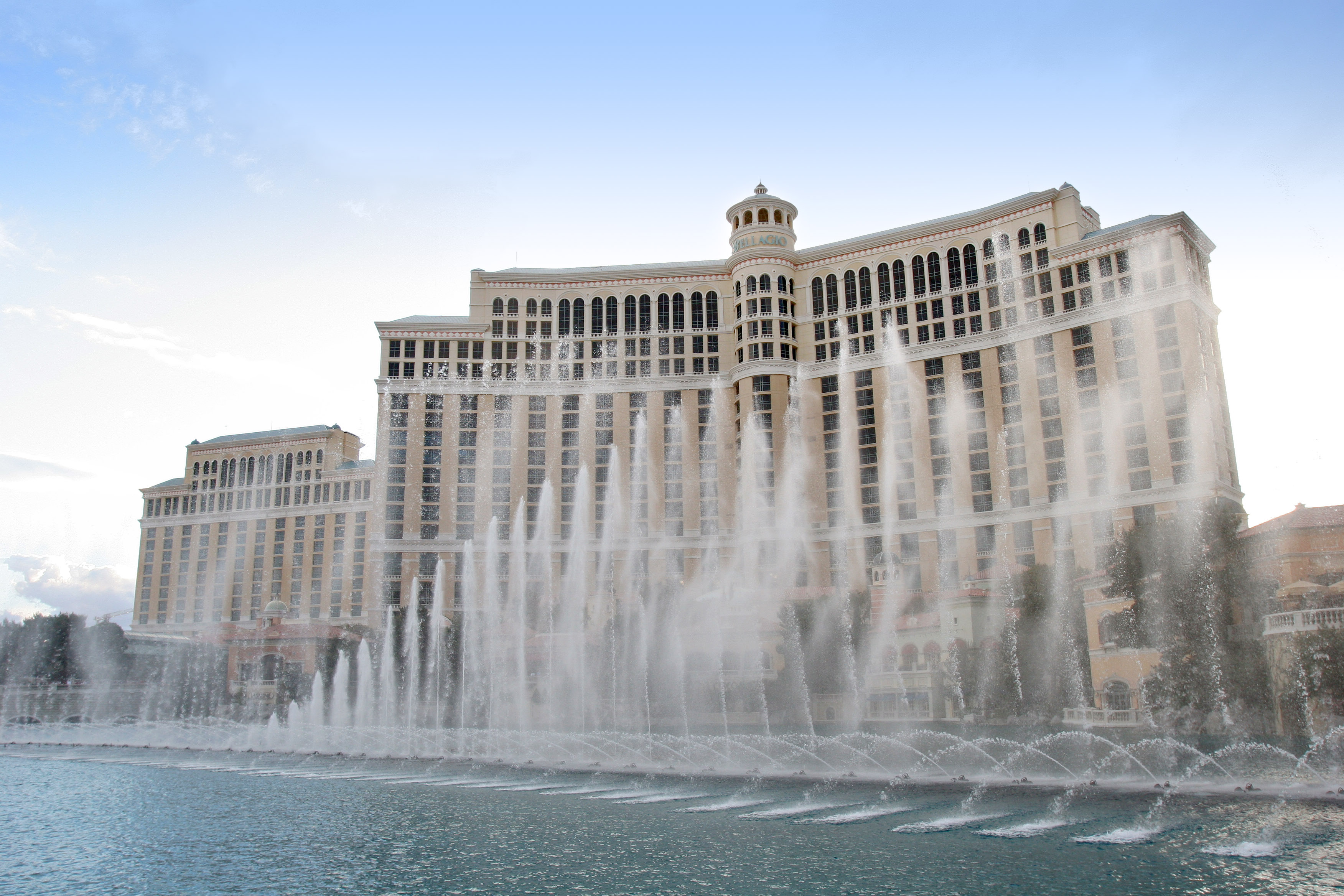
Bellagio mit dem Springbrunnen
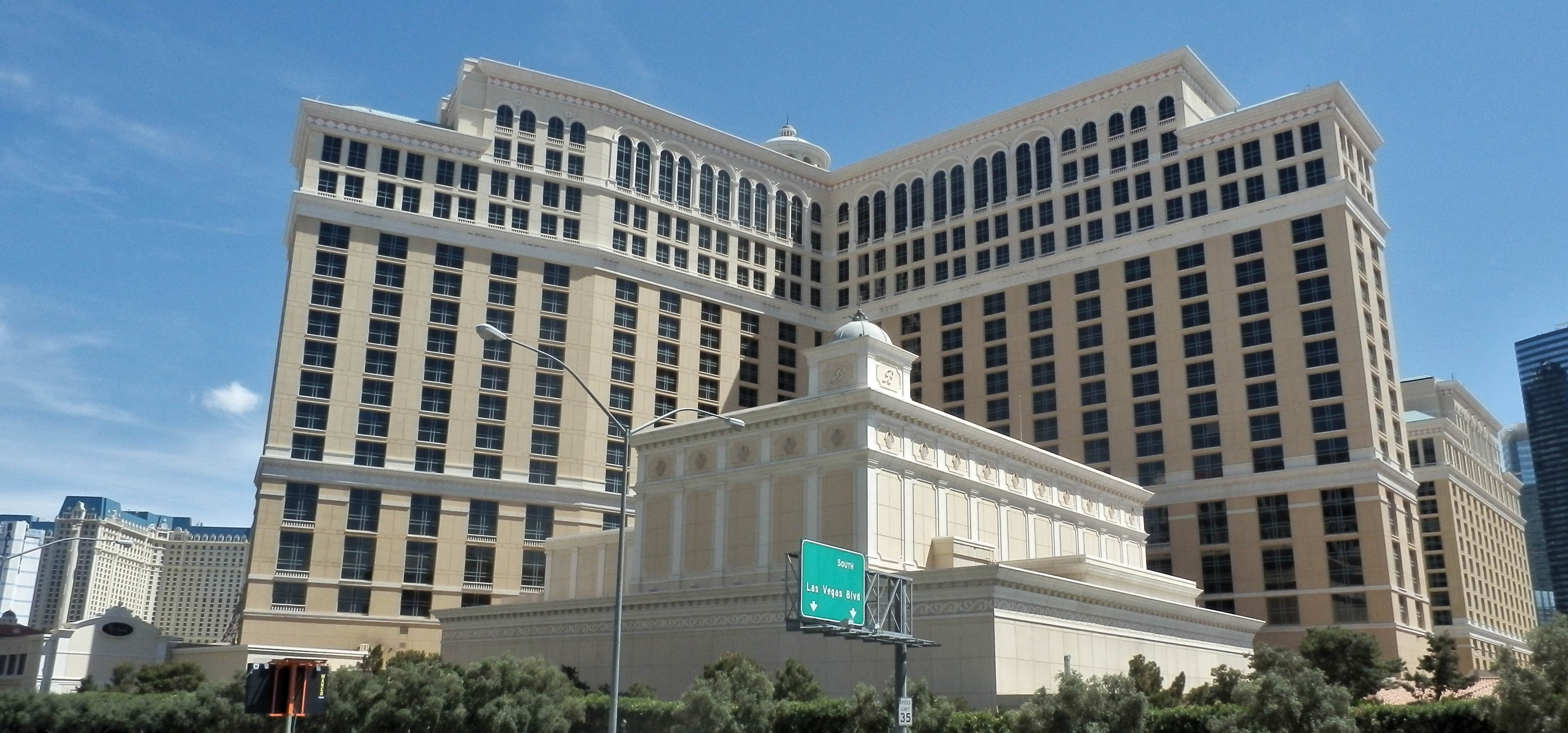
Nordseite des Bellagio
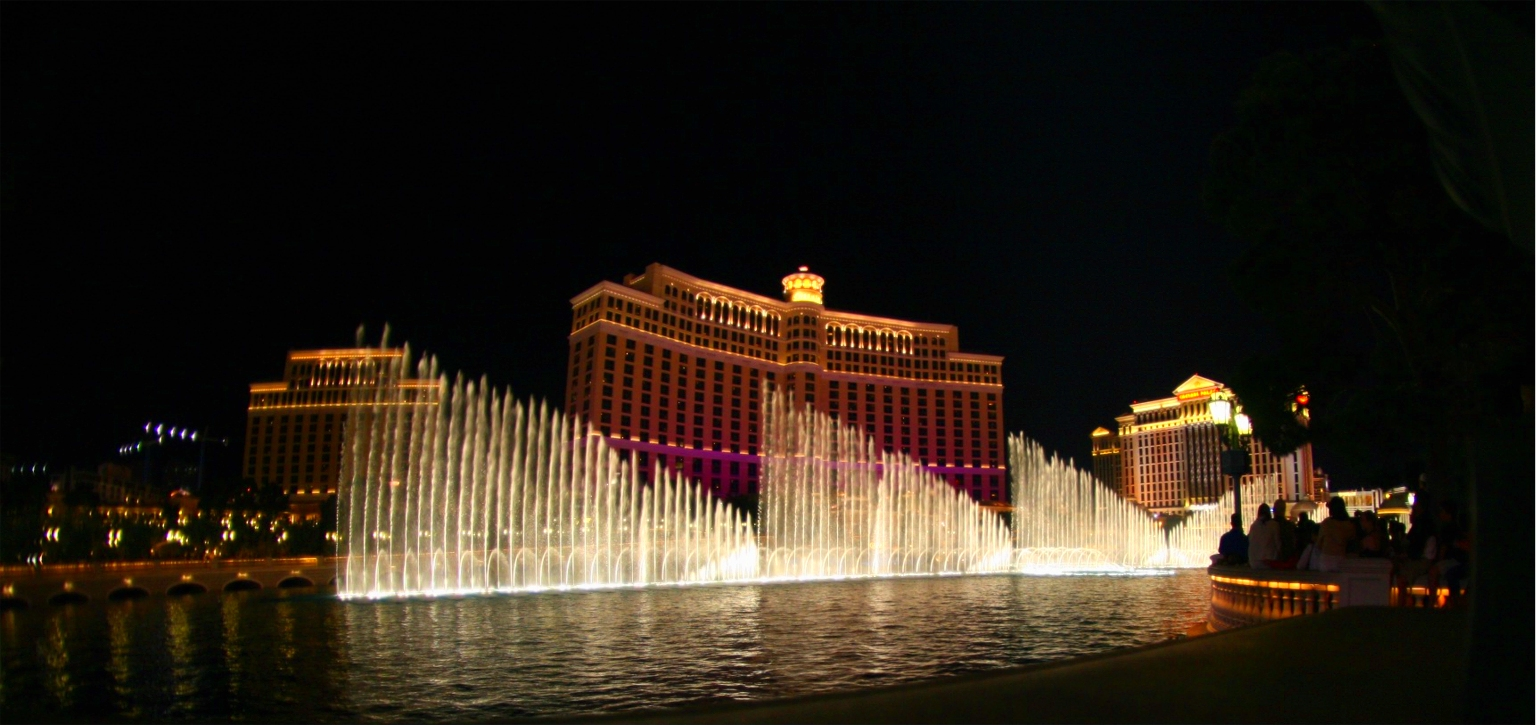
Die Fountains of Bellagio bei Nacht
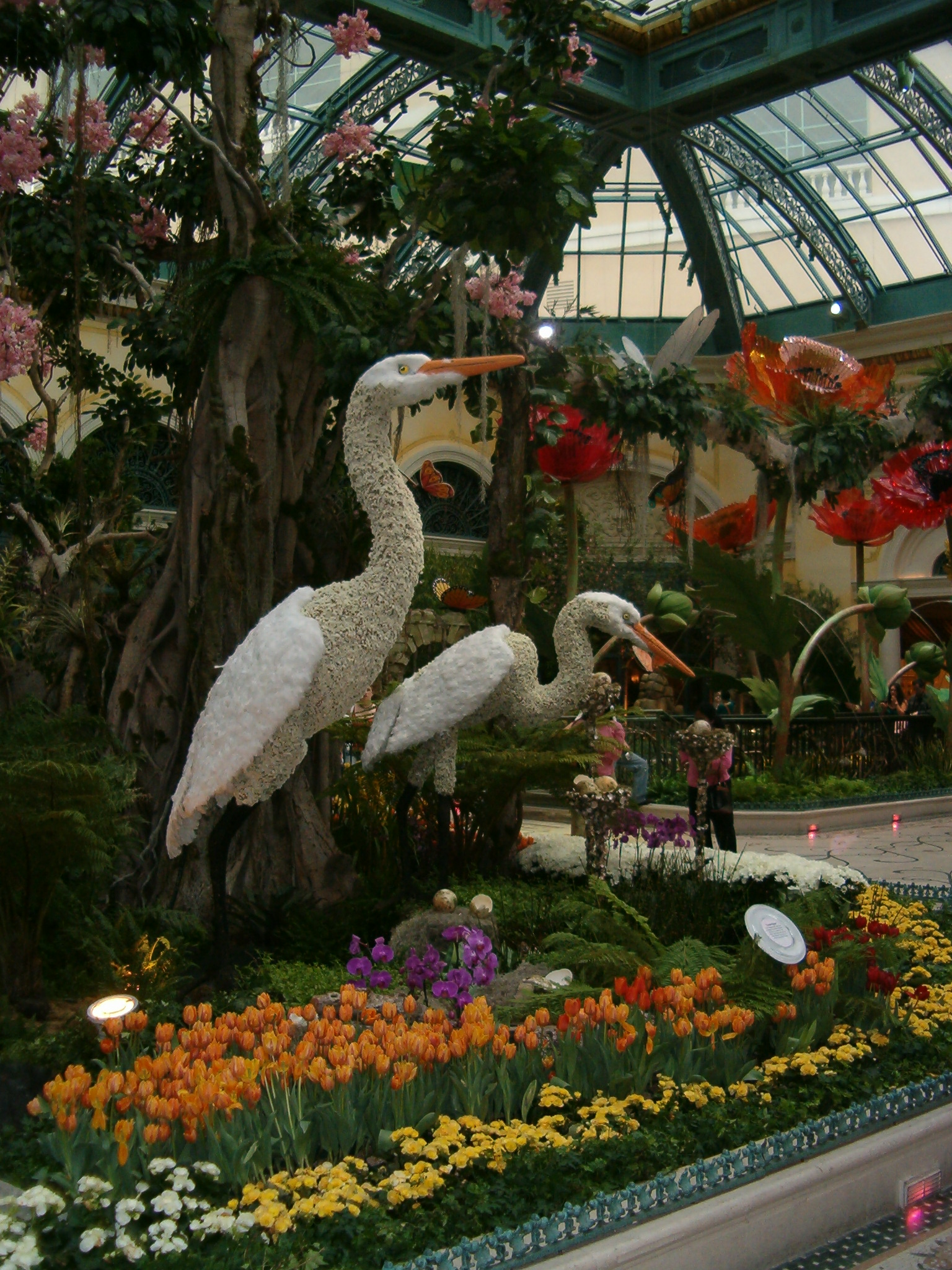
Der Wintergarten des Hotel Bellagio